# Världsmästerskapen i nordisk skidsport 1974
Världsmästerskapen i nordisk skidsport 1974 ägde rum i Falun i Sverige mellan den 16 och 24 februari 1974. Nyhet denna gång var att damernas stafett förändrades från 3 x 5 kilometer till 4 x 5 kilometer.
Plastskidan, med vilken det började experimenteras åren kring 1970, fick sitt genombrott vid tävlingarna. Magne Myrmo, Norge blev den 19 februari 1974 skidsporthistorisk som "den siste världsmästaren på träskidor" med triumfen på herrarnas 15 kilometer.
Det svenska herrlaget diskvalificerades i stafetten efter ett otillåtet antal skidbyten. Startmannen och Moraåkaren Hans-Erik Larsson tappade ena skidan inne på Lugnets skidstadion redan i startögonblicket. Orsaken var att skruvarna som höll fast bindningen i skidan var ämnade för träskidor och fäste så undermåligt i plastskidan att de lossnade. Efter att även andra skidan lossnat efter några kilometer var man tvungna att byta även den skidan, vilket var en skida för mycket enligt regelboken.

## Längdskidåkning herrar

### 15 kilometer klassisk stil
19 februari 1974
| Medalj | Tävlande                                | Tid      |
| Guld   | Magne Myrmo, Norge                      | 41.39,09 |
| Silver | Gerhard Grimmer, Östtyskland            | 41.40,01 |
| Brons  | Vasilij Pavlovitj Rotjev, Sovjetunionen | 41.40,65 |

### 30 kilometer klassisk stil
17 februari 1974
| Medalj | Tävlande                 | Tid        |
| Guld   | Thomas Magnuson, Sverige | 1:33.41,41 |
| Silver | Juha Mieto, Finland      | 1:34.34,81 |
| Brons  | Jan Staszel, Polen       | 1.34.56,50 |

### 50 kilometer
24 februari 1974
| Medalj | Tävlande                          | Tid        |
| Guld   | Gerhard Grimmer, Östtyskland      | 2:19.45,26 |
| Silver | Stanislav Henych, Tjeckoslovakien | 2:21.35,50 |
| Brons  | Thomas Magnuson, Sverige          | 2:21.49,42 |

### 4 × 10 kilometer stafett
21 februari 1974
| Medalj | Lag                                                                                   | Tid        |
| ------ | ------------------------------------------------------------------------------------- | ---------- |
| Guld   | Östtyskland (Gerd Hessler, Dieter Meinel, Gerhard Grimmer, Gert-Dietmar Klause)       | 2:03.15,85 |
| Silver | Sovjetunionen (Ivan Garanin, Fjodor Simasjov, Vasilij Pavlovitj Rotjev, Jurij Skobov) | 2:03.25,31 |
| Brons  | Norge (Magne Myrmo, Odd Martinsen, Ivar Formo, Oddvar Brå)                            | 2:03.46,03 |

## Längdåkning damer

### 5 kilometer
18 februari 1974
| Medalj | Tävlande                       | Tid      |
| Guld   | Galina Kulakova, Sovjetunionen | 15.17,42 |
| Silver | Blanka Paulů, Tjeckoslovakien  | 15.19,15 |
| Brons  | Raisa Smetanina, Sovjetunionen | 15.34,80 |

### 10 kilometer
20 februari 1974
| Medalj | Tävlande                       | Tid      |
| Guld   | Galina Kulakova, Sovjetunionen | 31.25,79 |
| Silver | Barbara Petzold, Östtyskland   | 31.50,56 |
| Brons  | Helena Takalo, Finland         | 31.59,55 |

### 4 × 5 kilometer stafett
23 februari 1974
| Medalj | Lag                                                                                     | Tid        |
| ------ | --------------------------------------------------------------------------------------- | ---------- |
| Gold   | Sovjetunionen (Nina Fjodorova, Nina Seljunina, Raisa Smetanina, Galina Kulakova)        | 1:02.57,39 |
| Silver | Östtyskland (Sigrun Krause, Petra Hinze, Barbara Petzold, Veronika Hesse)               | 1:03.09,14 |
| Brons  | Tjeckoslovakien (Alena Bartošová, Gabriela Sekajová, Miroslava Jaškovská, Blanka Paulů) | 1:03.52,57 |

## Nordisk kombination

### 15 kilometer
18 februari 1974
| Medalj | Tävlande                     | Poäng  |
| Guld   | Ulrich Wehling, Östtyskland  | 424,14 |
| Silver | Günther Deckert, Östtyskland | 420,28 |
| Brons  | Stefan Hula, Polen           | 417,93 |

## Backhoppning

### Normalbacke
16 februari 1974
| Medalj | Tävlande                           | Poäng |
| Guld   | Hans-Georg Aschenbach, Östtyskland | 258,9 |
| Silver | Dietrich Kampf, Östtyskland        | 241,2 |
| Brons  | Aleksej Borovitin, Sovjetunionen   | 239,3 |

### Stora backen
23 februari 1974
| Medalj | Tävlande                           | Poäng |
| Guld   | Hans-Georg Aschenbach, Östtyskland | 240,4 |
| Silver | Heinz Wosipiwo, Östtyskland        | 223,3 |
| Brons  | Rudolf Höhnl, Tjeckoslovakien      | 217,1 |

## Medaljligan
| Placering | Nation          | Guld | Silver | Brons | Totalt |
| --------- | --------------- | ---- | ------ | ----- | ------ |
| 1         | Östtyskland     | 5    | 6      | 0     | 11     |
| 2         | Sovjetunionen   | 3    | 1      | 3     | 7      |
| 3         | Tjeckoslovakien | 0    | 2      | 2     | 4      |
| 4         | Sverige         | 1    | 0      | 1     | 2      |
| 4         | Norge           | 1    | 0      | 1     | 2      |
| 6         | Finland         | 0    | 1      | 1     | 2      |
| 7         | Polen           | 0    | 0      | 2     | 2      |

### Fotnoter
1. ↑  Sportbladet 24 november 2001 – Från Kalvträsk till en värld av plast
2. ↑  "Hans-Erik Larsson". Sok.se. Läst 11 december 2014.
3. ↑  Kverre, Stellan: "Sorg: Hans-Eriks och Niklas mardröm i VM-stafetterna 1974 och 1993". Arkiverad 21 mars 2019 hämtat från the Wayback Machine. Sportmagasinetdalarna.se. Läst 11 december 2014.